# Jack Hannahan
Jack Joseph Hannahan (né le 4 mars 1980 à Saint Paul, Minnesota, États-Unis) est un ancien joueur de troisième but.
Il évolue dans la Ligue majeure de baseball de 2006 à 2014.

## Biographie
Après des études secondaires à la Cretin-Derham Hall High School de Saint Paul (Minnesota), Jack Hannahan suit des études supérieures à l'Université du Minnesota où il évolue avec les Golden Gophers du Minnesota. Désigné joueur de l'année en 2000 en Big Ten Conference, il enregistre une moyenne au bâton de 0,352 lors de ses années universitaires. 

### Tigers de Détroit
Hannahan est drafté le 5 juin 2001 par les Tigers de Détroit au troisième tour de sélection. Il perçoit un bonus de 450 000 dollars à la signature de son premier contrat le 20 juin 2001.
Hannahan évolue six saisons en Ligues mineures avant d'effectuer ses débuts en Ligue majeure le 25 mars 2006. 

### Athletics d'Oakland
Relégué en Triple-A lors de la première moitié de la saison 2007, il est transféré le 14 août 2007 chez les Athletics d'Oakland à l'occasion d'un échange contre Jason Perry.

### Mariners de Seattle
Jack Hannahan est échangé le 11 juillet 2009 aux Mariners de Seattle contre Justin Souza, joueur de Ligues mineures. 
Hannahan passe la saison 2010 en ligue mineure dans l'organisation des Mariners. Devenu agent libre, il se joint le 4 décembre 2010 aux Indians de Cleveland. 

### Indians de Cleveland
Il frappe pour ,250 en 110 parties pour Cleveland en 2011, avec 8 circuits et 40 points produits.
Il partage le troisième but avec José López et Lonnie Chisenhall pour les Indians de 2012 et dispute 105 matchs au total. Hannahan frappe pour ,244 avec quatre circuits et 29 points produits.

### Reds de Cincinnati
Devenu joueur autonome après deux saisons à Cleveland, Hannahan accepte le 13 décembre 2012 un contrat de quatre millions de dollars pour deux ans avec les Reds de Cincinnati. Il dispute 109 matchs des Reds au total en 2013 et 2014 et frappe pour ,209 de moyenne au bâton avec un coup de circuit.

### Corée du Sud
En décembre 2014, Hannahan rejoint les LG Twins de l'Organisation coréenne de baseball.

## Statistiques
| Saison | Équipe  | G   | AB  | R  | H   | 2B | 3B | HR | RBI | SB | BA    |
| ------ | ------- | --- | --- | -- | --- | -- | -- | -- | --- | -- | ----- |
| 2006   | Détroit | 3   | 9   | 0  | 0   | 0  | 0  | 0  | 0   | 0  | 0,000 |
| 2007   | Oakland | 41  | 144 | 16 | 40  | 12 | 0  | 3  | 24  | 1  | 0,278 |
| 2008   | Oakland | 143 | 436 | 48 | 95  | 27 | 0  | 9  | 47  | 2  | 0,218 |
| 2009   | Oakland | 52  | 119 | 12 | 23  | 6  | 2  | 1  | 8   | 0  | 0,193 |
| 2009   | Seattle | 51  | 148 | 15 | 34  | 8  | 0  | 3  | 11  | 1  | 0,230 |
| Totaux | Totaux  | 290 | 856 | 91 | 192 | 53 | 2  | 16 | 90  | 4  | 0,224 |

Note : G = Matches joués ; AB = Passages au bâton; R = Points ; H = Coups sûrs ; 2B = Doubles ; 3B = Triples ; 
HR = Coup de circuit ; RBI = Points produits ; SB = Buts volés ; BA = Moyenne au bâton.